# Liu Yunfeng
Liu Yunfeng (chinesisch 劉云峰 / 刘云峰, Pinyin Liú Yúnfēng; * 3. August 1979 in Suihua, Volksrepublik China) ist ein ehemaliger chinesischer Leichtathlet.

## Leben
Der Geher gewann bei den Juniorenweltmeisterschaften 1998 Silber über die 10-km-Distanz. Bei den Aktiven belegte er bei den Weltmeisterschaften 1999 den 20. Platz im 20-km-Gehen. 2000 qualifizierte er sich für die Olympischen Spiele in Sydney und galt als Gold-Aspirant. Kurz vor den Spielen wurde er allerdings bei einer Trainingskontrolle positiv getestet und später für zwei Jahre gesperrt. Nach seiner Sperre erreichte er beim Geher-Weltcup 2004 den fünften Platz. Bei den Olympischen Spielen in Athen wurde er 25. 2005 belegte er bei den Weltmeisterschaften den 28. Platz.